# نيناد بولجزفيتش
نيناد بولجزفيتش (بالمجرية: Puljezević Nenad) مواليد 13 مارس 1973 في بلغراد، جمهورية يوغوسلافيا الاشتراكية الاتحادية، هو لاعب كرة يد مجري. يلعب حاليا مع نادي هانوفر بورغدورف لكرة اليد ويحمل الرقم 99. مثل كل من منتخب صربيا لكرة اليد ومنتخب المجر لكرة اليد. حقق المركز الثالث في بطولة العالم لكرة اليد للرجال 2001.

## سجل المنافسة
شارك في البطولات التالية:
- بطولة العالم لكرة اليد للرجال 2007
- بطولة العالم لكرة اليد للرجال 2009
- بطولة أوروبا لكرة اليد للرجال 2008
- بطولة أوروبا لكرة اليد للرجال 2010

## الإنجازات
- الدوري المجري لكرة اليد:
  - الفوز: 2007
- بطولة العالم لكرة اليد للرجال:
  - الثالث في 2001

## روابط خارجية
- نيناد بولجزفيتش على موقع الاتحاد الأوروبي لكرة اليد (الإنجليزية)